# Davide Carnevali
Davide Carnevali (Milà, 1981) és un dramaturg i teòric italià.
Com a dramaturg realitza la seva formació principalment amb Laura Curino (Teatro Stabile di Torino) i Carles Batlle; amplia els seus estudis a Catalunya i Alemanya amb Martin Crimp, Biljana Srbljanovic, José Sanchis Sinisterra, Hans-Thies Lehmann, John von Düffel, Simon Stephens i Martin Heckmanns.
La seva carrera d'autor comença amb el reconeixement internacional obtingut per la seva obra Variazioni sul modello di Kraepelin, premiada al Theatertreffen de Berlín 2009, al Premio Riccione per il Teatro 2009 i a les Journées de Lyon des auteurs 2012. L'obra es representa també a l'Argentina en 2011, en el circuit off de Buenos Aires; a França, en 2012, al Théàtre National Populaire de Lyon; a Catalunya, al mateix any, a la Sala Beckett de Barcelona. Segueixen les produccions del Teatre Nacional d'Estònia en 2013 i del Teatre Nacional de Romania en 2015.
Amb Come fu che in Italia scoppiò la rivoluzione ma nessuno se ne accorse guanya en 2010 el “Premio Asti Teatro” i en 2011 el “Premio Borrello nuova drammaturgia”. En 2012 estrena Sweet Home Europa amb una producció del Schauspielhaus Bochum i en forma de radiodrama per la Deutschlandradio Kultur. Posteriorment l'obra s'estrena a l'Argentina, amb noves produccions a Alemanya i a Itàlia, en un muntatge a càrrec del Teatro Stabile di Roma. A França es presenta en forma de mise en espace a la Comédie-Française de París en 2012.
En 2013 guanya el “Premio Riccione per il Teatro” (premi nacional de nova drammaturgia italiana) amb Ritratto di donna araba che guarda il mare. Els seus textos han estat premiats i presentats a diverses revistes internacionals i s'han traduït al català, castellà, alemany, anglès, francès, grec, hongarès, estonià, polonès, romanès i rus.
Com a teòric, completa la seva formació amb un doctorat en Arts Escèniques a la Universitat Autònoma de Barcelona, amb un període d'estudis a la Freie Universität Berlin. A la seva activitat acadèmica s'afegeix la de traductor del català i el castellà, i la de curador editorial. Per a l'editorial italiana GranVía ha curat una antologia de teatre català contemporani, amb textos de Carles Batlle, Lluïsa Cunillé, Jordi Galceran i Victoria Szpunberg. També ha traduït a l'italià diverses obres de Josep Maria Benet i Jornet. Forma part del consell de redacció de la revista "Pausa" (Barcelona) i escriu per a diverses revistes de teatre internacionals sobre dramatúrgia catalana, espanyola, iberoamericana i alemanya.